# Sebastes mystinus
Sebastes mystinus är en fiskart som först beskrevs av Jordan och Gilbert, 1881.  Sebastes mystinus ingår i släktet Sebastes och familjen kungsfiskar. Inga underarter finns listade i Catalogue of Life.